# Klitgården

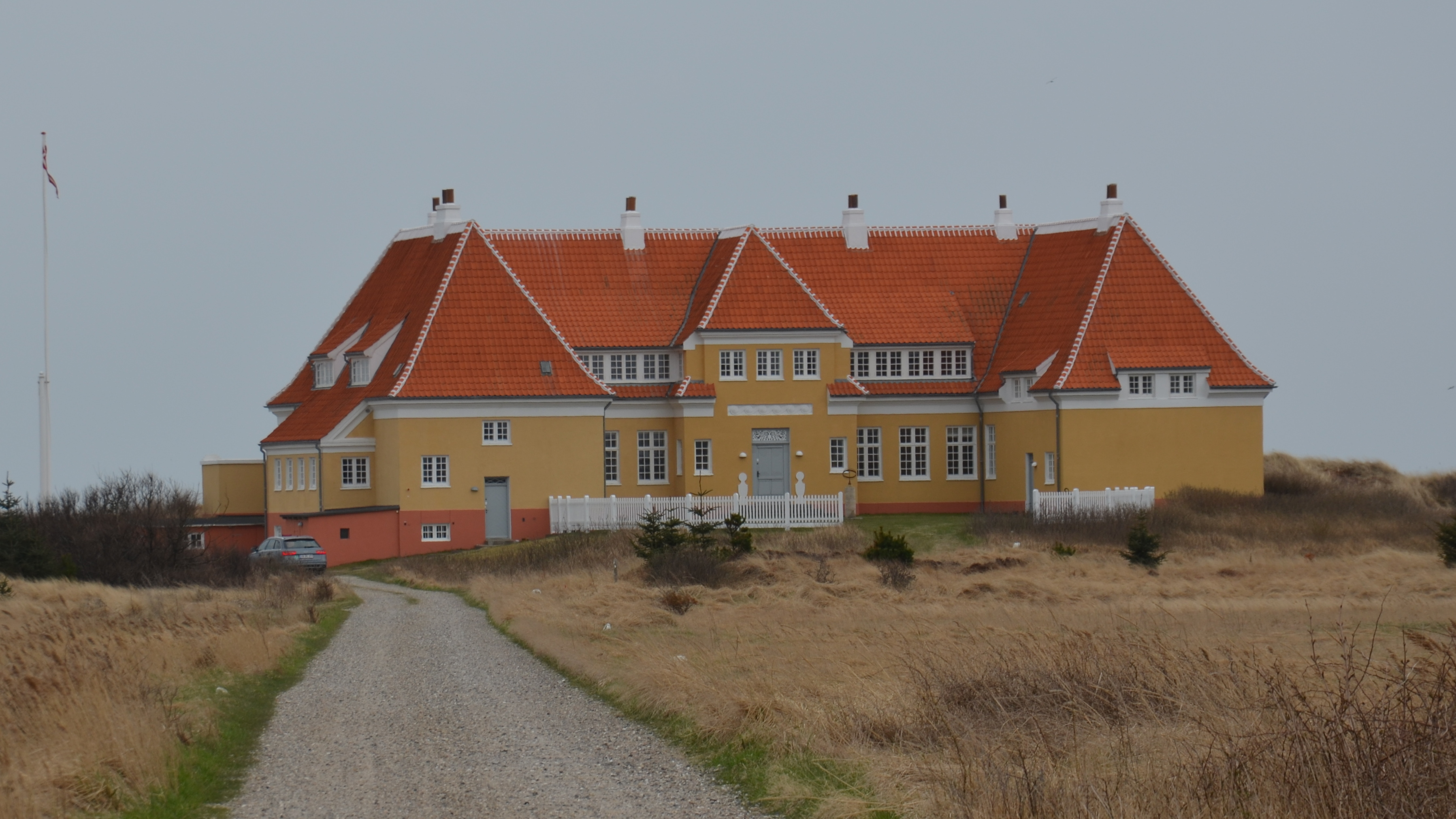
Klitgaarden

 Klitgaarden är ett tidigare danskt kungligt sommarhus söder om Skagen i norra Jylland.
Klitgaarden ritades av Ulrik Plesner och uppfördes 1914 av kung Christian X, som använde Klitgaarden som kungafamiljens sommarbostad. Den utnyttjades efter Christian X:s död av drottning Alexandrine. Efter hennes död ärvdes fastigheten av Prins Knud av Danmark och Caroline-Mathilde av Danmark.
Prinsessan Caroline-Mathildes arvingar sålde Klitgaarden 1997 till Klitgaardenfonden, som har disponerat villan för stipendieplatser för konstnärer, forskare med flera grupper.